# 本天沼
本天沼（ほんあまぬま）は、東京都杉並区の町名。現行行政地名は本天沼一丁目から三丁目。住居表示実施済み区域である。

## 地理
杉並区の北東部に位置する。町域の北は早稲田通りを境界として下井草に隣接する。東は中杉通りが町界となり、東から南東部にかけて阿佐谷北と接する。南は天沼本通りを境に天沼と接し、西は清水と接する（町名はいずれも杉並区）。町域は三角形状に広がり、東から順に一丁目から三丁目が並ぶ。町域内は主に住宅地として利用される。

### 河川

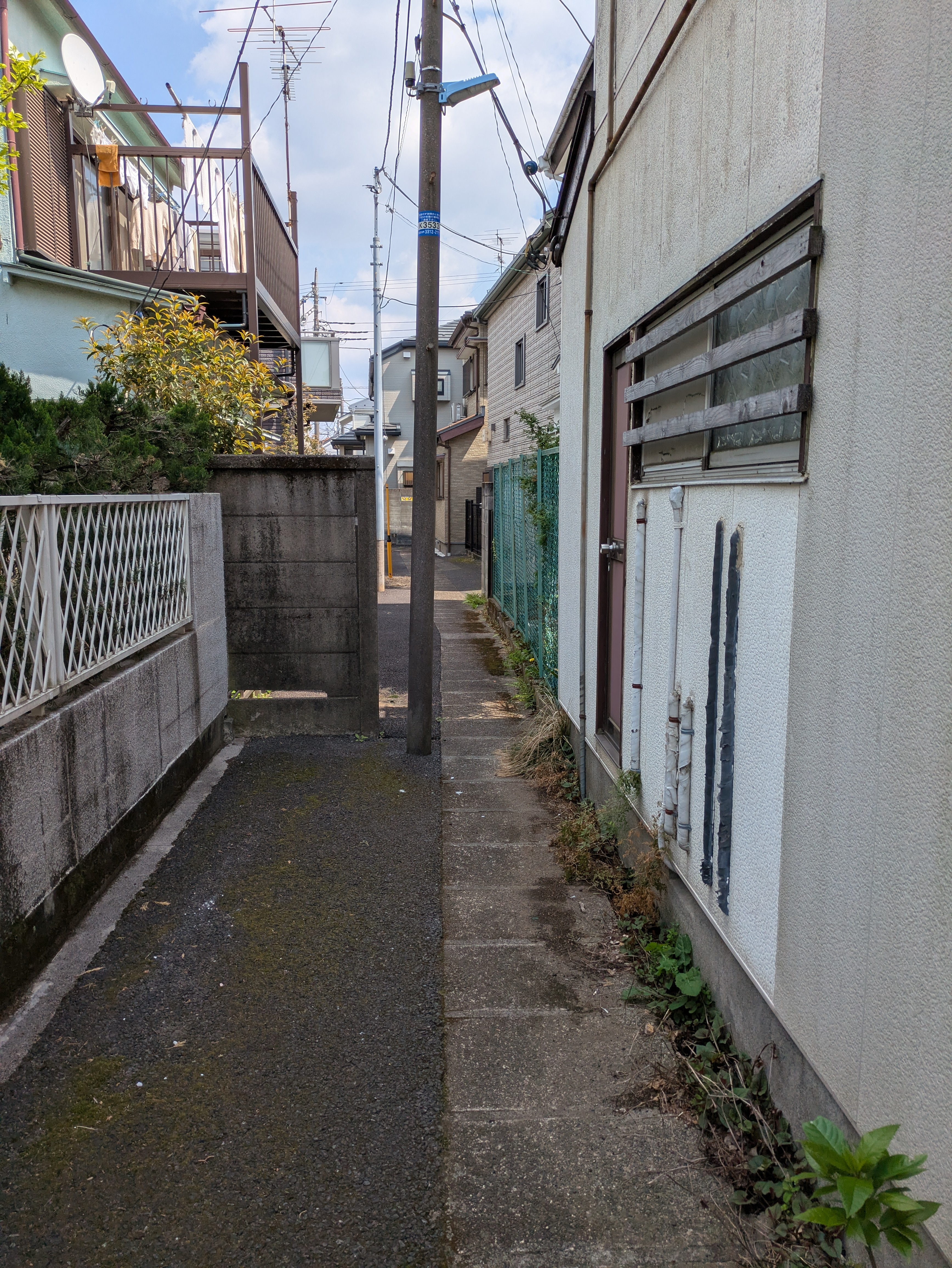
本天沼 桃園川暗渠

- 妙正寺川 ｰｰｰ 本天沼三丁目の北部に流路を形成
- 桃園川 ｰｰｰ 街区内に存在する廃河川。現在支流を含め暗渠路地として痕跡を残す。

### 地価
住宅地の地価は、2025年（令和7年）1月1日の公示地価によれば、本天沼1-13-4の地点で60万8000円/m2となっている。

## 歴史
江戸時代には多摩郡天沼村の一部であった。明治時代以降、杉並村（のち杉並町）に編入され、1932年に東京市杉並区の一部となった。このとき、旧天沼村の地域は「天沼一丁目・二丁目・三丁目」となった。
1965年、住居表示が施行されるに際して、旧天沼一・二丁目（南部）と三丁目（北部）には別個の町名を付すことになった。このとき、北側の旧天沼三丁目が「本天沼」を名乗り、1965年1月1日に現在の本天沼一丁目から三丁目が成立した。天沼村の語源となった弁天池は現在の天沼三丁目にあり、「本天沼」はかつての天沼村の本村を意味しない。

## 世帯数と人口
2025年（令和7年）3月1日現在（杉並区発表）の世帯数と人口は以下の通りである。
| 丁目         | 世帯数    | 人口     |
| ------------ | --------- | -------- |
| 本天沼一丁目 | 1,865世帯 | 3,253人  |
| 本天沼二丁目 | 2,464世帯 | 4,595人  |
| 本天沼三丁目 | 1,878世帯 | 3,822人  |
| 計           | 6,207世帯 | 11,670人 |

### 人口の変遷
国勢調査による人口の推移。
| 年                 | 人口   |
| ------------------ | ------ |
| 1995年（平成7年）  | 11,595 |
| 2000年（平成12年） | 11,381 |
| 2005年（平成17年） | 10,898 |
| 2010年（平成22年） | 10,982 |
| 2015年（平成27年） | 11,291 |
| 2020年（令和2年）  | 11,823 |

### 世帯数の変遷
国勢調査による世帯数の推移。
| 年                 | 世帯数 |
| ------------------ | ------ |
| 1995年（平成7年）  | 5,390  |
| 2000年（平成12年） | 5,538  |
| 2005年（平成17年） | 5,556  |
| 2010年（平成22年） | 5,671  |
| 2015年（平成27年） | 5,792  |
| 2020年（令和2年）  | 6,260  |

## 学区
区立小・中学校に通う場合、学区は以下の通りとなる（2016年1月時点）。
| 丁目         | 番地                        | 小学校                 | 中学校             |
| ------------ | --------------------------- | ---------------------- | ------------------ |
| 本天沼一丁目 | 全域                        | 杉並区立杉並第九小学校 | 杉並区立東原中学校 |
| 本天沼二丁目 | 21〜22番、38～43番          | 杉並区立杉並第九小学校 | 杉並区立東原中学校 |
| 本天沼二丁目 | 44～47番                    | 杉並区立沓掛小学校     | 杉並区立中瀬中学校 |
| 本天沼二丁目 | 13〜14番、16〜17番 23～37番 | 杉並区立沓掛小学校     | 杉並区立天沼中学校 |
| 本天沼二丁目 | 1〜12番、15番 18〜20番      | 杉並区立天沼小学校     | 杉並区立天沼中学校 |
| 本天沼三丁目 | 1～7番、11番                | 杉並区立天沼小学校     | 杉並区立天沼中学校 |
| 本天沼三丁目 | 8～10番、12～37番           | 杉並区立沓掛小学校     | 杉並区立天沼中学校 |
| 本天沼三丁目 | 38〜44番                    | 杉並区立沓掛小学校     | 杉並区立中瀬中学校 |

## 交通

### 鉄道
| 近隣の街区の駅                                                                  |
| ------------------------------------------------------------------------------- |
| JR中央線 JR中央・総武線各駅停車 東京メトロ丸ノ内線 - 荻窪駅(JC 09)(JB 04)(M 01) |

町域内には、鉄道駅はないが、南側はJR中央線荻窪駅が至近にあり最寄駅として扱われる。南西側の阿佐ケ谷駅も距離的には至近であり商圏の範囲となる。北側は西武新宿線・井荻駅、下井草駅、鷺ノ宮駅（中野区）が利用可能な範囲にあり、日大二高通り・早稲田通り・中杉通り沿いのバスの便を利用する者も多い。

### バス
- 関東バス阿佐谷営業所が周囲の路線を運行。

### 道路
- 東京都道438号向井町新町線ｰｰｰ (所沢道早稲田通り(旧称:大場通り))
- 日大二高通り
- 中杉通り

## 事業所
2021年（令和3年）現在の経済センサス調査による事業所数と従業員数は以下の通りである。
| 丁目         | 事業所数  | 従業員数 |
| ------------ | --------- | -------- |
| 本天沼一丁目 | 47事業所  | 310人    |
| 本天沼二丁目 | 61事業所  | 552人    |
| 本天沼三丁目 | 75事業所  | 579人    |
| 計           | 183事業所 | 1,441人  |

### 事業者数の変遷
経済センサスによる事業所数の推移。
| 年                 | 事業者数 |
| ------------------ | -------- |
| 2016年（平成28年） | 201      |
| 2021年（令和3年）  | 183      |

### 従業員数の変遷
経済センサスによる従業員数の推移。
| 年                 | 従業員数 |
| ------------------ | -------- |
| 2016年（平成28年） | 1,229    |
| 2021年（令和3年）  | 1,441    |

## 施設

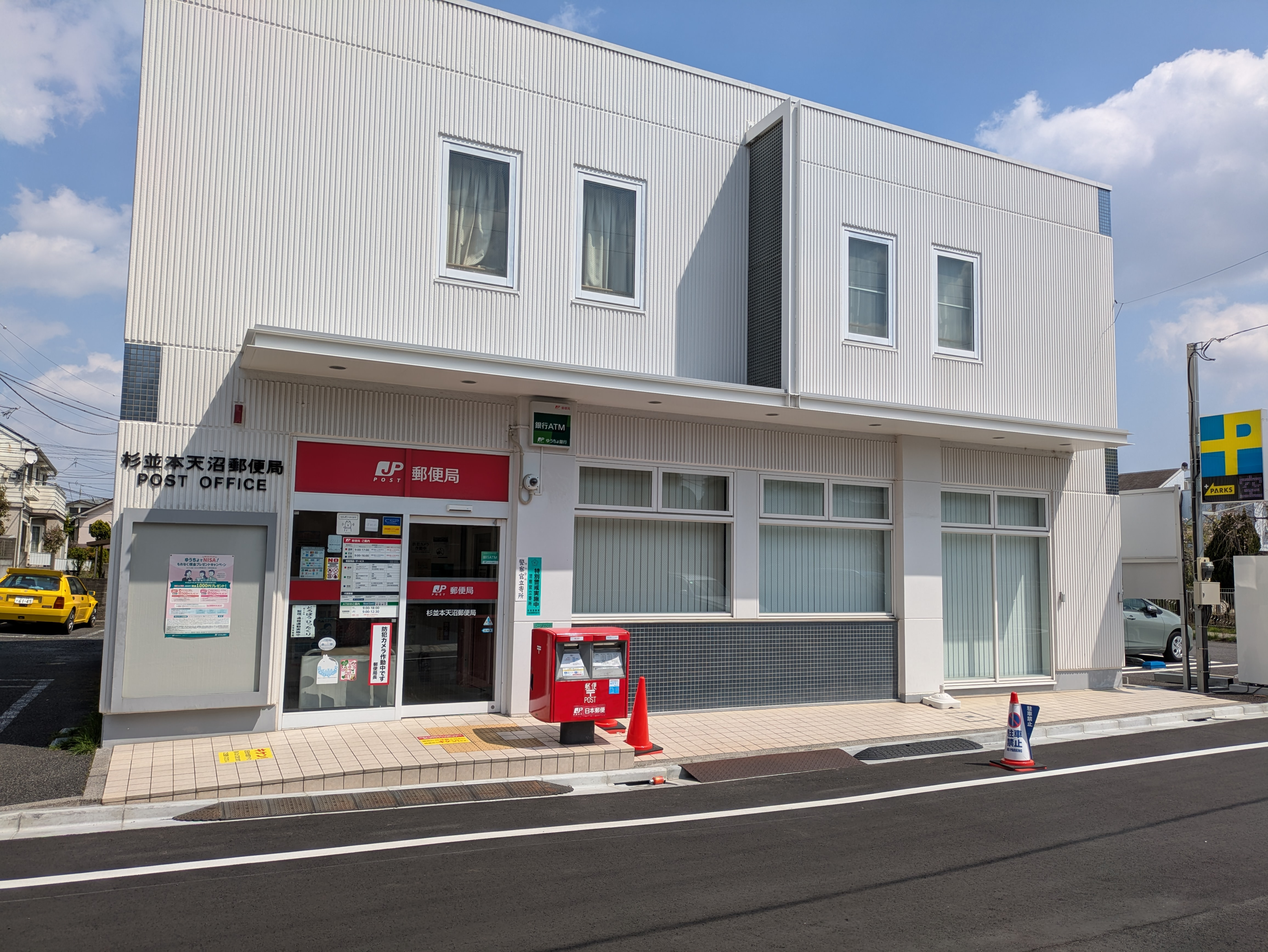
本天沼郵便局（本天沼3丁目）

- 杉並区立天沼中学校
- 杉並区立杉並第九小学校
- 蓮華寺
- 本天沼稲荷神社
- 等正寺_(杉並区)

## その他

### 日本郵便
- 郵便番号 : 167-0031[3]（集配局 : 荻窪郵便局[15]）。